# Qağartsi
Qağartsi (armeniska: Kghart’i, Կղարթի, ryska: Кагарци, armeniska: Կաղարծի) är en ort i Azerbajdzjan.   Den ligger i distriktet Xocavənd Rayonu, i den centrala delen av landet, 260 km väster om huvudstaden Baku. Qağartsi ligger 904 meter över havet och antalet invånare är 143.
Terrängen runt Qağartsi är kuperad. Runt Qağartsi är det ganska glesbefolkat, med 42 invånare per kvadratkilometer.. Närmaste större samhälle är Müşkapat, 6,1 km sydost om Qağartsi. 
Trakten runt Qağartsi består till största delen av jordbruksmark.